# Henri Louveau
Ernest Henri Louveau (Suresnes, Hauts-de-Seine, França, 25 de janeiro de 1910 – Orléans, França, 7 de janeiro de 1991) foi um automobilista francês que participou dos Grandes Prêmios da Itália de 1950 e da Suíça em 1951.